# HMS Kashmir (F12)
Pour les autres navires du même nom, voir HMS Kashmir.
Le HMS Kashmir (F12) est un destroyer de classe K en service dans la Royal Navy pendant la Seconde Guerre mondiale.

## Historique
Le Kashmir est mis sur cale aux chantiers navals John I. Thornycroft & Company de Southampton (Angleterre) en octobre 1937, il est lancé le 4 avril 1939 et mis en service le 26 octobre 1939.
En compagnie des destroyers Kingston et Icarus, le Kashmir attaqua le sous-marin allemand U-35 en mer du Nord le 29 novembre 1939, obligeant l'U-boot à se saborder.
Il fut bombardé et coulé le 23 mai 1941 par des bombardiers en piqué Junkers Ju 87 au sud de la Crète, à la position 34° 40′ N, 24° 10′ E.